# Jaroslava Valentová

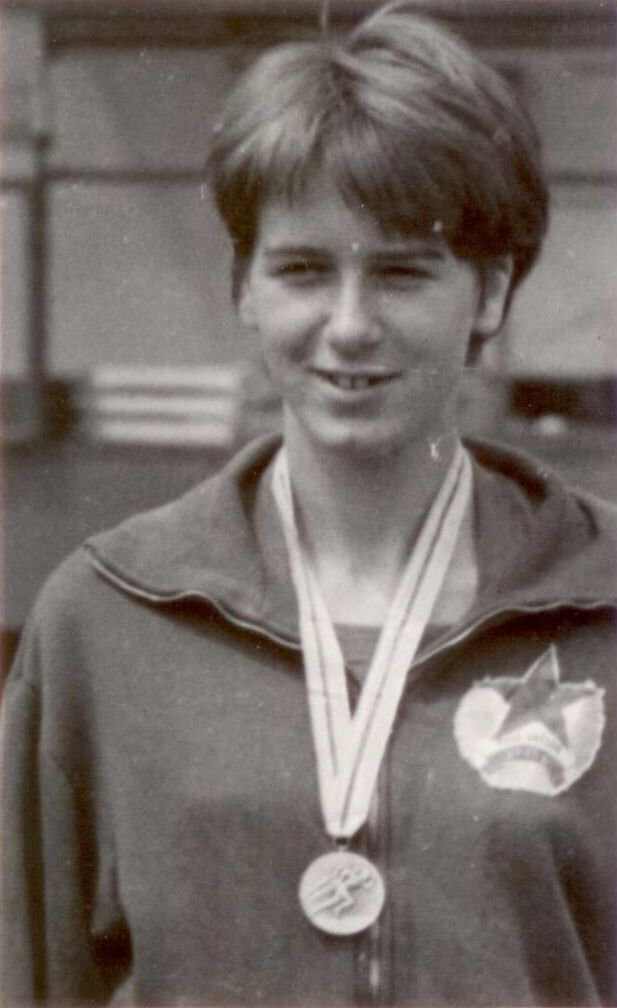
Jaroslava Valentová

Jaroslava Valentová (geb. Králová, in zweiter Ehe Řezáčová; * 11. Dezember 1945 in Prag) ist eine ehemalige tschechische Hochspringerin, die für die Tschechoslowakei startete.
Bei den Europäischen Juniorenspielen 1964 in Warschau gewann sie Silber und bei den Europäischen Hallenspielen 1967 in Prag Bronze. 1968 wurde sie Neunte bei den Europäischen Hallenspielen in Madrid und Vierte bei den Olympischen Spielen in Mexiko-Stadt. Bei den Leichtathletik-Europameisterschaften 1969 in Athen wurde sie Zehnte.
1969 und 1970 wurde sie Tschechoslowakische Hallenmeisterin. Ihre persönliche Bestleistung von 1,82 m stellte sie am 4. Oktober 1968 in Mexiko-Stadt auf.